# フデイシ
フデイシ（筆石、グラプトライト、Graptolithina）は、主としてカンブリア紀中期から石炭紀前期 (Mississippian) にかけて生息した動物群である。初期のフデイシである Chaunograptus はカンブリア紀中期の生物である。
学名 Graptolithina はギリシア語で「書くもの」を意味する graptos、「岩」を意味する lithos から付けられた。その名のとおり、岩の表面に見えているフデイシの化石は、表語文字のような形をしている。分類学者のカール・フォン・リンネはフデイシを「本物の化石以上に化石に似ている模様」と呼び、生命の化石ではないと考えていた。
フデイシをヒドロ虫綱の生物と考える学者もいる。しかし近年では翼鰓綱 Pterobranchia に近い生物と考えられている。

## 生物分類
フデイシの存在は古くから知られていたが、当初は生物ではなく石の一形態と考えられていた。そのため「グラプトライト」と鉱石のような名が付けられている。1735年、リンネはこれを無生物の可能性が高いとしながらも、Graptolithus と学名を付けて属として扱った。リンネは1768年、著書『自然の体系』Systema Naturae の第12巻の中で G. sagittarius、G. scalaris の2種を採録し、「植物のようでもあり、フデイシ（無生物）のようでもある」と解説している。リンネは1751年に出版した『スコーネ紀行』(Skånska Resa) の中でも「奇妙な化石、あるいはフデイシ」について言及している（リンネが見つけたものは現在では biserial graptolites に属するフデイシと考えられている）。後の研究者は、これと類似した生物の一群を呼ぶのに Graptolithus の名を用いた。Graptolithus が正式に廃止されたのは1954年の国際動物命名規約においてであり、その理由は Graptolithus が元が無生物を指すための用語だったためだった(Bulman, 1970: V 6)。
1970年代になって電子顕微鏡が発達し、フデイシは翼鰓綱 Pterobranchia に近い生物であり、半索動物に属する特殊な生物と考えられるようになった。翼鰓綱には現存種もおり、エラフサカツギ属 Cephalodiscus 20種 、エラナシフサカツギ属 Rhabdopleura 8種が知られている。エラフサカツギ属は1882年に初めて発見された。

## 示準化石としてのフデイシ
フデイシの化石は世界各地で見られる。進化の速度が速く、種類も多かったため、地質時代を知るのに使われることが多い。そのため古生代の示準化石として重要であり、例えばイギリスのオルドビス紀からシルル紀までの地層を100万年単位で判別することができる。オルドビス紀の終わりの氷河期にフデイシの大部分が絶滅し、シルル紀のフデイシはその生き残りの1,2種から進化したものである。また、フデイシの化石から、その地層ができた水深と水温を推定することもできる。

## 生態

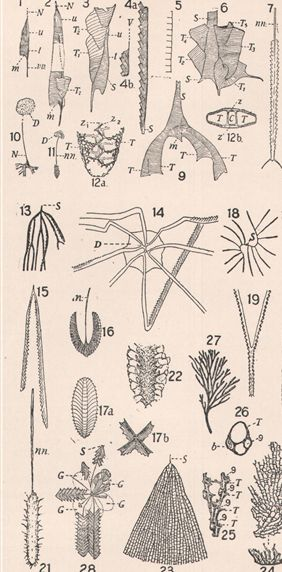
ブリタニカ百科事典に掲載されているフデイシの種類

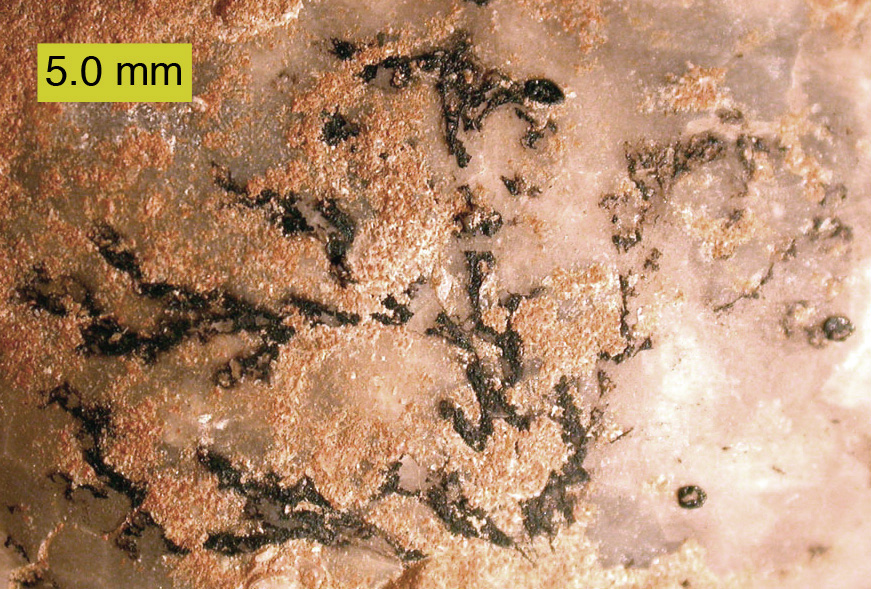
Echinosphaerites aurantium の柔組織部分に群生している dendroid 型フデイシの一種、Thallograptus sphaericola。オルドビス紀、エストニア北部。

フデイシは群生していることが多く、rhabdosome と呼ばれている。そのコロニーはsiculaと呼ばれる個体から始まっており、そこにstipes（茎）と呼ばれる別の個体が連なっている。1つ1つの個体はthecaと呼ばれる管あるいは小容器のような形をしている。このコロニーの分岐や配列の具合がフデイシの種類を見分ける重要な手がかりとなる。
樹木が生い茂るような、あるいは枝分かれが多いタイプの化石のほとんどは、Dendroidea目に分類されるデンドロイドフデイシである。カンブリア紀に登場し、水底に根のようなものでくっ付いているタイプだった。枝分かれが少ないGraptoloidea目は、オルドビス紀の始めに登場して、遠洋の海面を自由に漂っていたか、あるいは海草などにまきついていた。Graptoloidea目の形態は非常に時代に合っており、デボン紀初期に滅びるまでは、動物性プランクトンとして栄えたもののひとつだった。デンドロイドフデイシは石炭紀初期まで生き残った。

## 化石
フデイシの化石は、頁岩や泥岩などの堆積岩の内、他の海洋生物が少ない地層で見つかることが多い。つまり、深海の酸素が少ないところに沈殿し、そこに他の沈殿物が積み重なってできた場合、よい保存状態で見つかる。
フデイシは石灰岩やチャートの中で見つかることもあるが、これらの岩石ができる条件の場所には他の生物が多く住んでおり、沈殿したフデイシの死骸も食べられてしまうため、見つかった例は少ない。
フデイシの化石は岩の間に挟まってつぶれた状態で見つかることもある。特に黄鉄鉱にはさまれていることが多い。この場合、元の立体状態での姿を推定することが可能になる。その分岐の様子は、鋸刃状、あるいは音叉状であることが多い。これらの化石は、植物と間違えられることも多い。極まれに、岩の表面に炭素の膜として見つかることがあり、これに斜めから光を当てると光る模様として観察できる。
イギリスでは、アベレイディ海岸  (Abereiddy Bay) 、ディフェド (Dyfed) などのウェールズ地方のオルドビス紀の地層でよく見つかる。

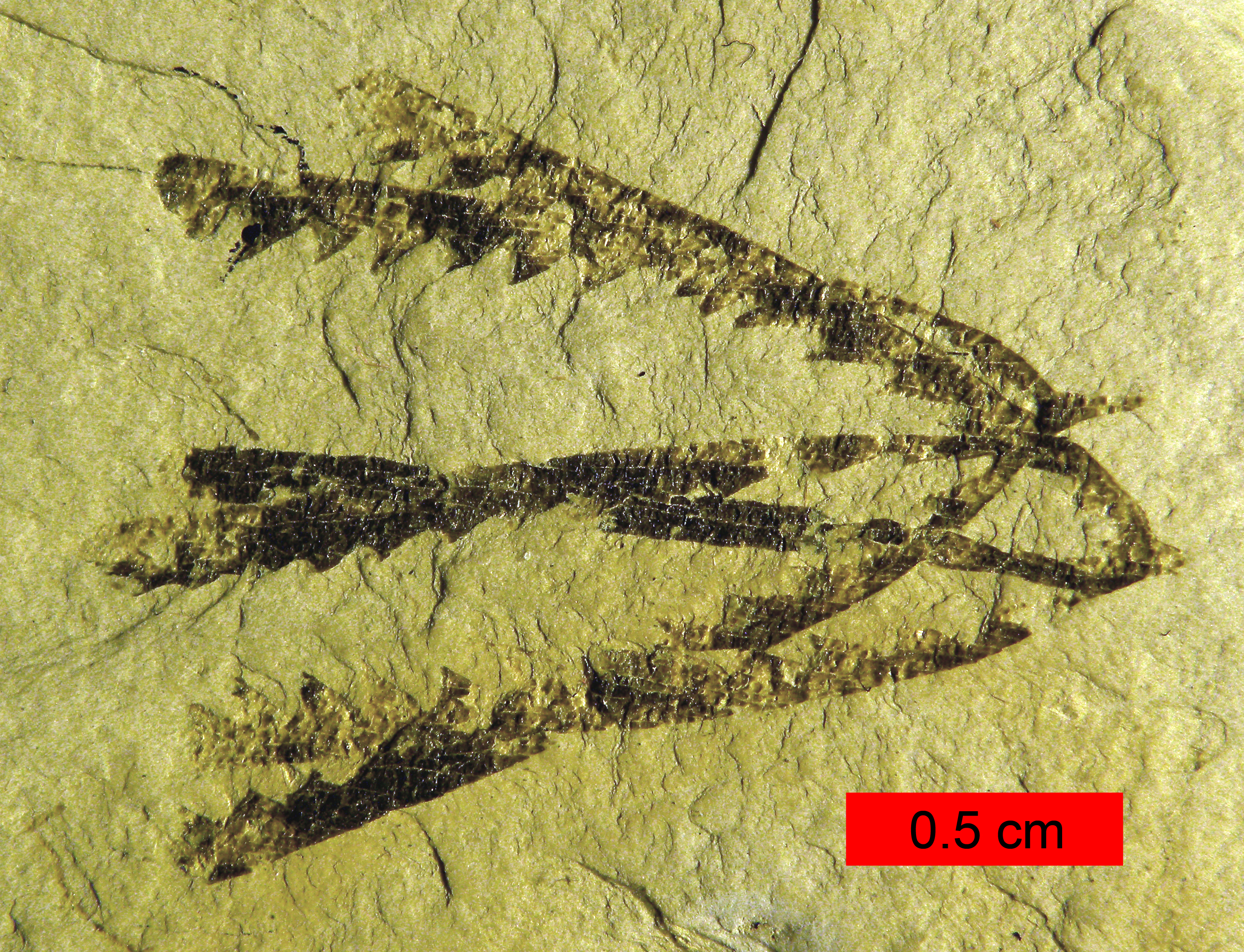
オーストラリアのオルドビス紀の地層で見つかった Tetragraptus fruticosus